# Джефферсон (Айова)
Джефферсон (англ. Jefferson) — город в США, административный центр округа Грин штата Айова. Население — 4182 человека (2020).

## География
Джефферсон расположен по координатам 42°01′00″ с. ш. 94°22′46″ з. д. (42.016752, -94.379417). По данным Бюро переписи населения США в 2010 году город имел площадь 15,56 км², из которых 15,46 км² — суша и 0,10 км² — водоёмы.

## Демография
| Год переписи | Нас. |  | %±     |
| ------------ | ---- |  | ------ |
| 1870         | 779  |  | —      |
| 1880         | 1444 |  | 85,4%  |
| 1890         | 1875 |  | 29,8%  |
| 1900         | 2601 |  | 38,7%  |
| 1910         | 2477 |  | −4,8%  |
| 1920         | 3416 |  | 37,9%  |
| 1930         | 3431 |  | 0,4%   |
| 1940         | 4088 |  | 19,1%  |
| 1950         | 4326 |  | 5,8%   |
| 1960         | 4570 |  | 5,6%   |
| 1970         | 4735 |  | 3,6%   |
| 1980         | 4854 |  | 2,5%   |
| 1990         | 4292 |  | −11,6% |
| 2000         | 4626 |  | 7,8%   |
| 2010         | 4345 |  | −6,1%  |
| 2020         | 4182 |  | −3,8%  |

Согласно переписи 2010 года, в городе проживало 4345 человек в 1900 домохозяйствах в составе 1172 семей. Плотность населения составляла 279 человек/км². Было 2156 квартир (139/км²).
Расовый состав населения:
| - 97,9 % — белых - 0,2 % — азиатов - 0,1 % — коренных американцев - 0,1 % — чёрных или афроамериканцев - 1,0 % — лиц других рас |

К двум или более расам принадлежало 0,7 %. Доля испаноязычных составляла 2,3 % всего населения.
По возрастному диапазону население распределялось следующим образом: 22,5 % — лица младше 18 лет, 53,3 % — лица в возрасте 18-64 лет, 24,2 % — лица в возрасте 65 лет и старше. Медиана возраста жителя составила 46,3 лет. На 100 человек женского пола в городе приходилось 90,0 мужчин; на 100 женщин в возрасте от 18 лет и старше — 83,4 мужчин также старше 18 лет.
Средний доход на одно домашнее хозяйство составил 62 782 доллара США (медиана — 44 184), а средний доход на одну семью — 80 747 долларов (медиана — 60 104). Медиана доходов составляла 42 318 долларов для мужчин и 30 089 долларов для женщин. За чертой бедности находилось 11,6 % лиц, в том числе 12,5 % детей в возрасте до 18 лет и 7,6 % лиц в возрасте 65 лет и старше.
Гражданское трудоустроенное население составило 2060 человек. Основные области занятости: образование, здравоохранение и социальная помощь — 30,1 %, розничная торговля — 12,6 %, производство — 11,7 %.